# Aluminiumfluorid
Aluminiumfluorid ist ein Salz von Aluminium und Fluor mit der Summenformel AlF3.

## Vorkommen
Aluminiumfluorid kommt sowohl wasserfrei, als auch in mehreren kristallwasserhaltigen Formen vor.

## Synthese
Die Darstellung von Aluminiumfluorid erfolgt zweckmäßig durch das Überleiten von Fluorwasserstoff über rotglühendes Aluminiumoxid:
{\displaystyle \mathrm {Al_{2}O_{3}+6\ HF\rightarrow 2\ AlF_{3}+3\ H_{2}O} }
Eine mögliche Dehydrierung des aus wässriger Lösung gewinnbaren Trihydrats (AlF3·3 H2O) ist allerdings nie ganz frei von der Produktion eines Hydrolyseproduktes, das Oxid (Al2O3) bzw. Oxifluorid (AlOF) enthält. Um daher reines wasserfreies Aluminiumfluorid herzustellen, greift man auf die Zersetzung von Ammoniumhexafluoroaluminat zurück:
{\displaystyle \mathrm {(NH_{4})_{3}AlF_{6}\rightarrow AlF_{3}+3\ NH_{4}F} }

## Eigenschaften
Aluminiumfluorid bildet ein in Wasser und organischen Lösungsmitteln schwer lösliches, farbloses trigonales Kristallpulver mit der Raumgruppe R3 (Raumgruppen-Nr. 148) und den Gitterparametern a = 4,9254 Å, c = 12,4477 Å.

## Reaktionsverhalten
Mit Fluoriden der Alkalimetalle werden Komplexsalze der Zusammensetzungen M(AlF4), M2(AlF5) sowie M3(AlF6) gebildet. Von technischer Bedeutung ist hierbei Kryolith Na3[AlF6].

## Verwendung
Aluminiumfluorid wird ebenso als Katalysator, wie auch bei der Zahnpflege zur Kariesprophylaxe eingesetzt. In reiner Form wie auch als Kryolith wird es als Flussmittel zum Schmelzen von Leichtmetallen und zur Herstellung von Aluminium verwendet. So kann die Schmelztemperatur von Aluminiumoxid von ca. 2000 °C auf 1000 °C gesenkt werden.